# Stellaria arvalis
Stellaria arvalis là loài thực vật có hoa thuộc họ Cẩm chướng. Loài này được Phil. miêu tả khoa học đầu tiên.